# پارک هیونگ سو
پارک هیونگ سو (کره‌ای: 박형수؛ زادهٔ ۳ دسامبر ۱۹۸۰) بازیگر اهل کره جنوبی است. او به خاطر ایفای نقش در مجموعه‌های تلویزیونی سرگذشت آسدال، ملودرام باش، قاضی شیطان و شادی و فیلم ایلانگ: تشکیلات گرگ شناخته می‌شود.